# Comisionado del Territorio Británico del Océano Índico
El comisionado del Territorio Británico del Océano Índico es el jefe del Gobierno en el territorio de ultramar del Reino Unido en el Territorio Británico del Océano Índico. El comisionado es nombrado por el monarca británico por recomendación de la Ministerio de Relaciones Exteriores y de la Commonwealth. El comisionado no reside en el territorio, ya que no ha tenido población nativa desde la década de 1970, y la única población restante son militares de los Estados Unidos y el Reino Unido en la base conjunta de Diego García. El actual comisionado es Nishi Dholakia, desde el 16 de diciembre del 2024.
Desde 1998, el comisionado del Territorio Británico del Océano Índico también ha servido como Comisionado del Territorio Antártico Británico. 

## Función
El papel del comisionado es administrar el territorio en nombre del gobierno británico. Esto implica la aprobación de cualquier legislación necesaria para el territorio, generalmente, órdenes en Consejo o instrumentos estatutarios. El comisionado es también responsable de la coordinación con los militares de los Estados Unidos en asuntos relacionados con el territorio. Un administrador del Territorio Británico del Océano Índico actúa como asistente del comisionado. El comisionado también nombra a un representante en el territorio, que es el oficial militar británico de la isla de Diego García.
A diferencia de los otros gobernadores y comisionados de otros territorios británicos de ultramar, no hay una bandera particular para el comisionado del Territorio Británico del Océano Índico. Este hecho se debe principalmente a que nunca se reside en el territorio, y, por lo tanto, sería imposible izar cualquier bandera en las oficinas de Relaciones Exteriores en Londres. 

## Lista de comisionados
Los comisionados han sido alternados a lo largo de la historia A placer de Su Majestad, es decir, al deseo del monarca británico. En la mayoría de ocasiones se cambiaba de comisionado, cuando al anterior se le cedía la gobernancia de otro territorio, o sus relaciones diplomáticas ya incumbían un número diverso de naciones. A lo largo de la historia el título de comisionado lo han desempeñado veinte personas:
| Comisionado | Comisionado | Comisionado                              | Período                  | Período                  |
| #           | Imagen      | Nombre                                   | Inicio                   | Final                    |
| ----------- | ----------- | ---------------------------------------- | ------------------------ | ------------------------ |
| 1           |             | Julian Edward George Asquith (1916–2011) | 8 de octubre de 1965     | 1967                     |
| 2           |             | Hugh Selby Norman-Walker (1916–1985)     | 1967                     | 1969                     |
| 3           |             | Bruce Greatbatch (1917–1988)             | 1969                     | 1973                     |
| 4           |             | Colin Hamilton Allen (1921–1993)         | 1973                     | 28 de junio de 1976      |
| 5           |             | Norman Aspin (1922–2011)                 | 28 de junio de 1976      | 1976                     |
| 6           |             | Philip Mansfield (1926–2003)             | 1976                     | 17 de septiembre de 1979 |
| 7           |             | John Robson (1930–)                      | 17 de septiembre de 1979 | 1982                     |
| 8           |             | Nigel Wenban-Smith (1936–)               | 1982                     | 1985                     |
| 9           |             | William Marsden (1940–)                  | 1985                     | 1988                     |
| 10          |             | Richard Edis (1943–2002)                 | 1988                     | 2 de octubre de 1991     |
| 11          |             | Thomas George Harris (1945–)             | 2 de octubre de 1991     | 28 de enero de 1994      |
| 12          |             | David Ross MacLennan (1945–)             | 28 de enero de 1994      | 1 de julio de 1996       |
| 13          |             | Bruce Dinwiddy (1946–)                   | 1 de julio de 1996       | 17 de febrero de 1998    |
| 14          |             | Christopher Edward John Wilton (1951–)   | 17 de febrero de 1998    | 13 de julio de 1998      |
| 15          |             | John White (1946–)                       | 13 de julio de 1998      | 23 de abril de 2001      |
| 16          |             | Alan Huckle (1948–)                      | 23 de abril de 2001      | 12 de enero de 2004      |
| 17          |             | Tony Crombie (1956–)                     | 12 de enero de 2004      | 31 de julio de 2006      |
| 18          |             | Leigh Turner (1958–)                     | 31 de julio de 2006      | 23 de junio de 2008      |
| 19          |             | Colin Roberts (1959–)                    | 23 de junio de 2008      | 17 de octubre de 2012    |
| 20          |             | Peter Hayes (1963–)                      | 17 de octubre de 2012    | 10 de diciembre de 2016  |
| 21          |             | John Kittmer (1967–)                     | 10 de diciembre de 2016  | agosto de 2017           |
| 22          |             | Ben Merrick (?–)                         | agosto de 2016           | presente                 |